# Epiclytus bicornutus
Epiclytus bicornutus är en skalbaggsart som beskrevs av Holzschuh 1995. Epiclytus bicornutus ingår i släktet Epiclytus och familjen långhorningar. Inga underarter finns listade i Catalogue of Life.